# Mesoclanis dubia
Mesoclanis dubia är en tvåvingeart som först beskrevs av Walker 1853.  Mesoclanis dubia ingår i släktet Mesoclanis och familjen borrflugor. Inga underarter finns listade i Catalogue of Life.